# حافظ (اپرا)
اپرای حافظ به کارگردانی، نویسندگی و طراحی صحنه بهروز غریب‌پور و اجرای گروه نمایشی آران برای اولین بار در تیر ماه ۱۳۹۱ به آهنگسازی امیر پورخلجی به اجرا درآمد ولی پس از چند اجرا، برنامه متوقف شد و بهروز غریب پور پیشنهاد ساخت موسیقی جدیدی برای آن را به بهزاد عبدی، آهنگساز دو اپرای قبلی اش (اپرای مولانا و اپرای عاشورا) داد.
اپرای حافظ با موسیقی جدید در تاریخ ۲۶ دی ماه ۱۳۹۱ به روی صحنه رفت. موسیقی این اپرا در اکراین به رهبری ولادمیر سیرنکو ضبط شد و خوانندگان و نوازندگان در تهران بر روی موسیقی ضبط شده خواندند.

## خواننده نقش حافظ
در نسخه اولیه اپرای حافظ به آهنگسازی امیر پورخلجی، علیرضا قربانی نقش حافظ را خوانده بود و در نسخه دوم آن به آهنگساز بهزاد عبدی، محمد معتمدی نقش حافظ را خوانده‌است.دیگر خوانندگان نسخه اولیه اپرای حافظ، وحید تاج، علی زند وکیلی، حسین رضا اسدی و... می باشند.

## عوامل اجرایی اپرای حافظ
در بخش موسیقی اپرا؛
- حافظ: محمد معتمدی،
- محمد گلندام: محمد ذاکر حسین،
- شاخه نبات: هاله سیفی‌زاده،
- عبید زاکانی: حسین علیشاپور،
- شاه ابواسحاق: علی مومنیان،
- مرد شاه ابواسحاق: سحر محمدی،
- همسر شاه ابواسحاق: مژگان چاهیان،
- امیر مبارزالدین: بابک صبوری،
- شاعر درباری: اسحاق انور،
- شاه شجاع: مهدی امامی،
- فرمانده مزدوران: علیرضا سعیدی،
- وزیر: علیرضا سعیدی،
- ساقی: علیرضا علویان،
- مولوی: علیرضا مهدیزاده،
- خیام: اسحاق انور،
- سعدی: وصال علوی،
- خواجو کرمانی: رسول رهو،
- غلام: طیب فقیه،
- عسس: سجاد پورقناد،
- مرد معترض: صادق اسحاقی،
- زن معترض: مژگان چاهیان،
- پیرمرد معترض: کیوان فرزین،
- جوان معترض: علی زند وکیلی،
- خراباتیان: علیرضا علویان - مهدی مهدی قلی
- زندانیان: مهدی هدایی - هادی فیض آبادی- سیاوش عظیمی
- همخوانان: مهرداد ناصحی- آزاده فرپور- مژگان چاهیان- شقایق گلباز- حمیدرضا آداب- طیب فقیه- سجاد پورقناد
- بازیگران رادیویی: صنم نکواقبال- مهدی مهدی قلی- آزاده فرپور- تهمینه محمدی- راضیه عبدی،
- نوازندگان نی: علی نجفی ملکی – پاشا هنجنی،
- نوازنده سنتور: پویا سرایی،
- دف: ذکریا یوسفی – سهیل سعادت،
- کمانچه: دانیال ا‍ژدی،
- نوازنده تار و سه تار، سجاد پورقناد
- عود: بهناز بهنام نیا نقش داشته‌اند.
- علی پاکدست، هنگامه سازش، سینا ییلاق بیگی، مونا کیانی فر، تهمینه محمدی در این اپرا دستیاری کارگردان را به عهده داشتند.

## انتشار اثر
اپرای حافظ به صورت نسخه تصویری دی وی دی، توسط انتشارات بنیاد فرهنگی هنری رودکی در سال ۱۳۹۱ تولید و انتشار یافت.
در سال ۱۴۰۰، نسخه تصویری دی وی دی اپرای حافظ، به آهنگسازی امیر پورخلجی از نشر نی داوود منتشر شد. 

## حاشیه‌های اجرای اپرای حافظ
بهروز غریب پور نویسنده اپرای حافظ که پیشتر اعلام کرده بود به دلیل دوری از تکرار و باز شدن راهی جدید در اپرای ملی به سراغ آهنگسازی غیر از بهزاد عبدی می‌رود؛ پس از سفارش این اپرا به امیر پورخلجی و اجرای چندین شبه این اپرا با موسیقی او، از همکاری با این آهنگساز منصرف شد و باز با بهزاد عبدی همکاری کرد. در این همکاری بخش‌های نمایشی به همان شکل قبلی به اجرا گذاشته شد و عبدی روی این نمایش موسیقی جدیدی ساخت.
پس از یک سال از لغو اجرای موسیقی پورخلجی، این آهنگساز فایل صوتی آهنگی که خود برای این موسیقی ساخته بود را روی اینترنت قرار داد که با اعتراض و شکایت بهروز غریب پور مواجه شد.
در سال ۱۳۹۸، بهروز غریب پور اپرای حافظ با دو نسخه (آهنگسازی امیر پورخلجی و صدای علیرضا قربانی) و (آهنگسازی بهزاد عبدی و صدای محمد معتمدی) را روی صحنه برد.
در سال ۱۴۰۰، نسخه تصویری اپرای حافظ به آهنگسازی امیر پورخلجی از نشر نی داوود منتشر شد. 